# Liste der Stolpersteine in Geithain
Die Liste der Stolpersteine in Geithain enthält die Stolpersteine, die im Rahmen des gleichnamigen Kunst-Projekts von Gunter Demnig in Geithain im Landkreis Leipzig verlegt wurden.

## Hintergrund
Die Recherche zu Schicksalen von Opfers den Nationalsozialismus in Geithain begann mit einer Projektarbeit des Internationalen Gymnasiums Geithain mit dem Erich-Zeigner-Haus e. V. Leipzig, dem Flexiblen Jugendmanagement des Landkreises Leipzig und dem Geithainer Heimatverein e. V. mit Förderung durch das Bundesprogramm Demokratie leben. Die Schüler im Alter von 14 bis 16 Jahren recherchierten unter anderem im Staatsarchiv Leipzig. Demnach wurden mehr als 50 Menschen aus Geithain auf Grundlage des Gesetzes zur Verhütung erbkranken Nachwuchses zwangssterilisiert.
Zusätzlich entstanden gemeinsam mit der Künstlerin Karoline Schneider dem Verein Schweizerhaus Püchau e. V. ein Film und eine Ausstellung im Geithainer Heimatmuseum.
Der Stolperstein für Georg Förster wurde am 13. Mai 2019, einen Tag nach seiner Verlegung, mit Beton übergossen. Die Gedenktafel konnte aber von Anwohnern gereinigt werden.
Nach Berichten über die erste Verlegung meldete sich eine in Israel lebende Nichte von Wella Elfriede Müller, wodurch die Projektgruppe auf dieses Euthanasie-Opfers aufmerksam wurde. Die Tante und weitere Familienangehörige reisten zum 27. Februar 2020 für die Verlegung und Zeitzeugengespräche in der Schule und im Heimatverein aus Israel an. Die Verlegung dieses Stolpersteins wurde von der F.-C.-Flick-Stiftung gegen Fremdenfeindlichkeit, Rassismus und Intoleranz gefördert.
Die Verlegung des Stolpersteins für Paul Weise durch Gunter Demnig im November 2020 wurde wegen der COVID-19-Pandemie in Deutschland abgesagt. Der Stolperstein wurde stattdessen versandt, um ihn in Eigenregie zu verlegen. Der erste Termin dafür am 27. Januar 2021 wurde jedoch ebenfalls abgesagt. Die Verlegung fand erst am 19. April 2021 statt. Der Stolpersteine für Paul Weise wurde nach der Verlegung binnen eines Monats dreimal beschädigt.

## Liste der Stolpersteine
Die Einträge sind standardmäßig nach der Adresse sortiert.
| Bild         | Adresse                                                                 | Verlegedatum  | Person, Inschrift | Kurzvita/Anmerkungen |
| ------------ | ----------------------------------------------------------------------- | ------------- | --- | --- |
|              | Bruchheimer Straße 14 04643 Geithain Lage                               | 12. Mai 2019  | Hier wohnte Walter Paul Rudolph Jg. 1906 eingewiesen 1941 Landesanstalt Arnsdorf ’verlegt’ 18.7.1941 Pirna-Sonnenstein ermordet 18.7.1941 ’Aktion T4’                       | Walter Paul Rudolph (* 1906 in Hermsdorf, † 8. August 1941 in Pirna-Sonnenstein), Sohn einer Kleinbauernfamilie                                                                         |
| Bild gesucht | Chemnitzer Straße 13 04643 Geithain Lage                                | 12. Mai 2019  | Hier wohnte Georg Förster Jg. 1894 zwangssterilisiert 1935 Krankenhaus Hubertusburg ’verlegt’ 30.8.1940 Pirna-Sonnenstein ermordet 30.8.1940 ’Aktion T4’                    | Georg Förster (* 1898 in Geithain, † 30. August 1940 in Pirna-Sonnenstein), Bäcker |
|              | Dresdner Straße 16 04643 Geithain Lage                                  | 27. Feb. 2020 | Hier wohnte Wella Elfriede Müller Jg. 1915 eingewiesen 1942 Universitätsklinik Leipzig Klinik Hochweitzschen ’verlegt’ 27.8.1943 Heilanstalt Zschadraß ermordet 29.10.1943  | Wella Elfriede Müller (* 13. Juni 1915, † 29. Oktober 1943 in Zschadraß), Tochter von Obsthändler Oskar Arthur Alwin Müller und Anna Martha Müller (geb. Herold), 6 weitere Geschwister |
|              | Eisenbahnstraße 1c 04643 Geithain (Verlegeort, Wohnort war Nr. 1b) Lage | 19. Apr. 2021 | Hier wohnte Paul Weise Jg. 1894 Im Widerstand/KPD seit 1933–1936 mehrmals verhaftet/inhaftiert Gefängnisse, KZ ’Aktion Gitter’ Aug. 1944 Sachsenhausen entlassen 14.12.1944 | Paul Weise (* 25. September 1894 in Geithain), Mitglied der KPD und SED, Ziegelarbeiter                                                                                                 |
| Bild gesucht | Rosental 3 04643 Geithain (Verlegeort, Wohnort war Nr. 1b) Lage         | 12. Mai 2019  | Hier wohnte Max Arthur Franz Jg. 1898 eingewiesen 1927 Krankenhaus Hubertusburg ’verlegt’ 18.4.1940 Heilanstalt Waldheim ermordet 7.6.1940                                  | Max Arthur Franz (* 1898 in Geithain, † 7. Juni 1940 in Waldheim), Glaser |